# 我们都是追梦人
《我们都是追梦人》是一首中国大陆愛國歌曲，由王平久作词，常石磊作曲，柒玖、于昊编曲，本歌曲与《赞赞新时代》采用同一班底，且同由中国知名的青年演员联合演唱。该歌曲名称出自中共中央总书记、中国国家主席习近平的二〇一九年新年贺词，首演于2019年中央广播电视总台春节联欢晚会，此后被广泛用于中国大陆的集体文艺演出中，以表达“青少年追求中国梦的积极情感”。2019年6月，该曲入选中共中央宣传部“庆祝中华人民共和国成立70周年优秀歌曲100首”。

## 演唱者

### 春晚版本
秦岚、江疏影、景甜、TFBOYS（王俊凯、王源、易烊千玺）、吴磊

### MV版本
按出镜先后顺序：
TFBOYS（王俊凯、王源、易烊千玺）、钟汉良、陈伟霆、邓伦、朱一龙、秦岚、江疏影、周冬雨、景甜、迪丽热巴、吴磊、李易峰、沙溢、胡可